# Fred Forest
Pour les articles homonymes, voir Forest.
 (juillet 2017).
Fred Forest, né à Mascara (Algérie), le 6 juillet 1933, est un artiste français.

## Biographie et travaux
Artiste du multimédia et des réseaux, Fred Forest est un des pionniers de l'art vidéo (dès 1967) puis du Net.art (1996). On lui doit aussi la paternité des « expériences de presse » (interventions sur les mass médias : presse écrite, radio, TV [1972]).
Docteur d'État à la Sorbonne, professeur en sciences de l'information et de la communication, Fred Forest crée en France, dès 1968, les premiers environnements interactifs utilisant l'informatique et la vidéo. Il a su aussi intégrer dans sa démarche artistique tous les supports de communication : presse écrite, téléphone, fax, radio, télévision, cinéma, vidéo, câble, journaux lumineux et électroniques, robotique, réseaux télématiques et, bien sûr, toutes les possibilités du web.
Fred Forest est cofondateur de deux mouvements artistiques importants, l'Art sociologique (1974) et l'Esthétique de la communication (1983). L'ensemble de son œuvre, toujours en cours de développement, a rejoint le patrimoine national au titre du dépôt légal en juillet 2005, sous forme d'une convention signée avec l'INA (Institut national de l'audiovisuel) consultable à la BnF (Bibliothèque nationale de France). Il est à ce jour, avec Maurice Benayoun, l'un des deux artistes d'art contemporain vivants à bénéficier d'un tel statut.

### Parcours artistique
Le parcours de Fred Forest est pour le moins atypique puisqu'il est d'abord contrôleur des postes et télécommunications (de 1954 à 1971).
D'abord peintre, puis dessinateur satirique pour les journaux Combat et Les Échos, dès le milieu des années 1960, Fred Forest oriente sa pratique artistique vers le champ des nouveaux médias et des technologies de la communication. Pionnier de l'art vidéo en France, il conçoit dès 1968 des environnements participatifs et interactifs en utilisant des dispositifs associant informatique et vidéo. Tour à tour, il intègre à ses œuvres et actions la presse écrite, la radio, le fax, le minitel, le téléphone, l'ordinateur, les écritures électroniques, la robotique, les réseaux télématiques et, aujourd'hui, Internet et Second Life.

#### Les années 1970
En 1973, il réalise plusieurs actions spectaculaires dans le cadre de la biennale de São Paulo qui lui valent le prix de la Communication et son arrestation par le régime militaire.
En octobre 1974, il fonde avec Jean-Paul Thénot et Hervé Fischer le Collectif d'art sociologique (1974-1980), mouvement faisant l'objet d'un manifeste publié dans le journal Le Monde (1974-1975). L'art sociologique se veut être une pratique qui emploie certaines méthodes de la sociologie (enquêtes, documentaires, etc.) afin de questionner de façon critique les rapports complexes entre arts et sociétés. Il s'agissait pour ce collectif de détourner les modes de communication et de diffusion de l'information selon une méthode de la perturbation : renvoyer au spectateur une image de son conditionnement, le faire participer, l'inciter à se réapproprier les médias et à porter sur eux un regard critique et contestataire.

#### Les années 1980
En 1983, à Salerne (Italie) il crée en collaboration avec Mario Costa le Groupe international de recherche de l'esthétique de la communication. Fred Forest publie le Manifeste de l'esthétique de la communication et réalise un travail de thèse sur l'art sociologique et l'Esthétique de la communication, dont la soutenance, en 1985, se voit transformée en performance vidéo.
L'objectif des performances/actions de Fred Forest est de montrer en quoi les nouvelles technologies de communication et de transmission d'information modifient notre rapport au réel, à la réalité, au temps et à l'espace, faisant appel à des notions telles que l'ubiquité, l'immédiateté, le temps réel, les réseaux ou l'action à distance.
Il est le fondateur du webnetmuseum.org. Prix de la communication de la biennale de São Paulo (1973), il a représenté la France à la Biennale de Venise et à la documenta 8 à Cassel (1987). Il s’est vu décerner le Laser d’or au Festival des arts électroniques de Locarno, puis le grand prix de la ville de Locarno pour une œuvre multimédia diffusée par RSI, la télévision suisse de langue italienne. Il a enseigné en département Art à l'École Nationale Supérieure d'Art de Cergy.

#### Les années 1990
En octobre 1996, il met en vente, en première mondiale, une œuvre numérique Parcelle/Réseau à l’hôtel Drouot.
En septembre 1998, il crée une installation spectaculaire, le Centre du Monde, qui fonctionne en relation avec Internet, à l’espace Cardin de Paris.
En mars 1999, il se marie sur Internet avec l'artiste Sophie Lavaud et, à cette occasion, ils créent et mettent en œuvre un programme de réalité virtuelle fonctionnant avec une série de capteurs.

#### Les années 2000
En octobre 2000, il réalise à Paris la vente aux enchères sous forme d’un site Internet une série de monochromes numériques.
En décembre 2005, il réalise avec le Bass Museum de Miami dans le cadre d'Art Basel Miami Beach le premier happening planétaire sur Internet. De mai à juillet 2006, le Paço das Artes de Sao Paulo consacre une rétrospective à son œuvre. Présentation de son travail au Musée National d'art du Canada à Ottawa et réalise une performance au  LABO
Du 7 octobre au 15 décembre 2006, il organise la Biennale de l'An 3000, une biennale alternative et critique de la 27° biennale officielle de São Paulo, implantée dans le MAC (Musée d'art contemporain de São Paulo). Une biennale numérique, planétaire, participative et démocratique, qui a pour support l'espace virtuel d'Internet et des milliers à Toronto.
Du 3 février au 17 mars 2007, la Slought Foundation de Philadelphie lui consacre une exposition rétrospective ; la New York University, la Penn University et l'université du Coonecticut l'invitent à donner une série de conférences sur son nouveau concept d'Œuvre-système invisible.
En mai 2008, il présente à la galerie Christian Depardieu de Nice son projet du « Territoire expérimental et laboratoire social » sur Second Life. En décembre de la même année, il organise, avec le professeur Mario Costa, le colloque international Artmédia X à la BNF et à l'INHA.
En mai 2009, dans le cadre de l'année de la France au Brésil, il réalise cinq expositions personnelles au MAC, à l'USP et l'école de communication de l'université de São Paulo, à l'université de Porto Alegre et de Brasilia. En juin 2009, il réalise deux actions à New York, au Gershwin Hôtel et à la White Box, organisées par Ferdinand Corte.
La pratique artistique de détournement que Fred Forest mène depuis toujours constitue une réflexion critique sur l’art, la communication, leurs codes, leurs fondements idéologiques, symboliques et esthétiques.

#### Les années 2010
En 2010, Fred Forest présente une installation, The Trader's Ball, à la galerie LE LAB à New York. Il y partage son point de vue sur la crise financière en invitant les passants à danser avec lui dans Second Life sur un air de musique hip-hop. L'installation montre une scène de danse à l'aide de mannequins aux tee-shirts arborant le mot « Trader » et le monde virtuel sur des écrans plasma.
En 2011, il présente une installation Internet " Flux et reflux la caverne d'Internet " au Centre d'art LE LAIT d'Albi. Au cours d'une résidence de  6 mois à New York, il réalise une série de performances et d'expositions, Sociological Walk à Brooklyn, " Le m2 invisible " à Anthology Film Archives, " The conversation " au MoMA, une exposition à la Galerie Chusifritos, des conférences à Agency Unlimited, une lecture au MIT (Massachusetts Institute of Technology) à Boston, un débat  l'AC Institute de New York. Enfin Il est invité pour présenter l'ensemble de son travail au Musée de l'Ermitage de Saint Petersburg dans le cadre de Cyberfest.
En 2012 performance sauvage dans le cadre de Vidéo Vintage au Centre Pompidou pour protester contre son éviction de cette exposition.
En 2013, une rétrospective, L'Homme média No 1, au CDA d'Enghien-les-Bains, participation au 50 ans d'art vidéo à " Instants Vidéo à Marseille, Soirée Nomade à la Fondation Cartier pour l'art contemporain présentée par Ruth Erickson et Paul Ardenne.

### La mise en question des institutions
Fred Forest est également connu pour sa lutte contre les dysfonctionnements des systèmes institutionnel et marchand de l'art contemporain, notamment par les poursuites judiciaires pour manque de transparence qu'il a lancées contre le Centre Georges-Pompidou à Paris, à propos de ses acquisitions, poursuites entreprises dans les années 1990.
Professeur émérite en sciences de l'information et de la communication à l'université de Nice - Sophia Antipolis, Fred Forest a assuré au milieu des années 1990 une série de séminaires sur le thème des liens entre arts et technologies.

## Expositions

### Années 2000
- 2001 Sortie des territoires conservatoire des arts plastiques et de la scène, Fresnes
- 2002 Exposition " l'Eau qui coule " dans le cadre du Festival International d'art vidéo Casablanca
  - Le Planéto, exposition collective Campus Europe universités de Strasbourg, de Lyon 2 et de Paris 13
- 2003 Arborescences 3, Aix-en-Provence
- 2004 Exposition Emoçion-Artifis + conférence, Itau cultural, Sao Paulo
- 2005
- Exposition rétrospective Fred Forest Paço das Artes commissaire Priscila Arantes/ Daniela Bousso
- Exposition Images-mémoire, Ministère de la culture, Paris.
- Digital street corner au Bass Muséum pour Miami Beach Basle
- 2006
- Biennale de l'an 3000 au MAC de Sao Paulo
- 2007
- Slought Foundation, Philadelphie, États-Unis
- Rétrospective vidéo Fred Forest et colloque, avec Mario Costa, Louis José Lestocart, Annick Bureaud, José Jimenez, institut Cervantès, Paris
  - Exposition personnelle institut Cervantès, Paris
- Exposition personnelle, Sarajevo, Galerie 10 M2
- 2008
- Exposition personnelle, galerie Christian Depardieu, Création sur Second Life, Nice, avril
- Exposition personnelle, galerie Entropyart, Création sur Second Life, Naples, mai
- Création, La corrida, Seconde Life, produite par ferdinand(corte)™, Flying Art Networks et Le Manif dans le cadre de Nîmérix, Volet Immatériel de    la  biennale européenne d'art contemporain, Nimes, juin-juillet
- TEK Muséum Los Angeles, Second Life, journée de l'ICOM
- 2009
- The Experimental Center of The Territory, The Gershwin Hôtel puis White Box, New York, présenté par ferdinand(corte)™, juin
  - Exposition  du  territoire sur Second Life, Mac Sao Paulo, pour l'Année de la France au Brésil
  - Exposition Fred Forest à l'UNESP de Sao Paulo pour l'inauguration de sa galerie commissaire Milton Sogabe;

### Années 2010
- 2010
  - Installation Ego Cyberstar à la Flux Factory, New York, avec Residency Unlimited, juin
  - The Trader's Ball à la galerie LE LAB, New York, présenté par ferdinand(corte)™, juin
- 2011
  - Exposition « Flux & reflux, la caverne d'internet », juillet-octobre, centre d'art le LAIT, Albi, France
- 2012
  - Rétrospective l'Homme média N° 1 CDA Enghien-les-Bains
  - Performance contestataire dans le cadre de Vidéo Vintage Centre Pompidou, Paris
  - Performance au MoMA " The conversation "
  - Conférence avec Ruth Erickson au MIT Boston
  - Sociological walk Brooklyn avec Ruth Erickson
- 2013
  - Soirée Nomade Fondation Cartier pour l'art contemporain présenté par Ruth Erickson et Paul Ardenne
- 2014
  - Performance au MoMA " Sociological walk with Google Glass "
  - Publication " Lui ou l'appel des éléphants ", l'Harmattan, Paris
  - Visite sur le Territoire du M2 " d'Alain Seban, Président du Centre Pompidou, Paris
- 2015
  - " Médias en partage ", Espace virtuel en ligne Jeu de Paume avec Maud Jacquin et Ruth Erickson
  - Invité par l'Université Paris 2 au Colloque international " L'information et le devenir de l'art "
  - Participe avec une installation originale à l'exposition du ZKM et de l'AdK de Berlin " consacré à " Vilem Flusser et les arts "
- 2017
  - Retrospective Fred Forest au Centre Pompidou [5]